# José Esquivel Pren
José Esquivel Pren (Mérida, 30 de marzo de 1897 - Ib., 27 de noviembre de 1982) fue un escritor, poeta e historiador mexicano.

## Biografía
Sus padres fueron Pastor Esquivel Navarrete y María Pren Fortuny, ambos yucatecos. Desde muy niño demostró su afición a la poesía pero su padre le dijo ¡nada de versos, serás abogado! Y él obediente decía sí, pero una hora después hacía un poema más. Por la línea materna es primo hermano de la poetisa Rosario Sansores Pren, quien por la gran amistad que les unía a él, le dedicó esta cuarteta:
En su juventud se trasladó a la Ciudad de México en donde estudió la carrera de abogado en la Escuela Libre de Derecho y ya ejerciéndola destacó, llegando a ser Juez Décimo de lo Civil en la Ciudad de México.
Fue un hombre polifacético que destacó en muchos campos: fue un gran jurisconsulto, pero como novelista, historiador y crítico literario ocupó un lugar destacado en la literatura mexicana. Descolló también como historiador de la literatura yucateca
Alternó su carrera  de abogado con su afición a la poesía y a la literatura. Sus primeros trabajos como escritor los hizo con seudónimos como Zirán Camaro y Galán de Triana. También incursionó en prosa festiva pero con el sobrenombre de Madrepelos y Pepe Alamares. 
Como prosista muestra un estilo límpido y fluido; más adelante se revela como novelista con la novela histórica Sangre de Piratas y el Beso de Parmeno. Fue también de Una Mancha en América que puede considerarse autobiográfica. 
Fue muy apreciado por el musicólogo Jesús C. Romero quién fue el fundador del Grupo Nosotros en la Ciudad de México. Cuando Esquivel Prén retorna a Yucatán forma el Grupo Esfinge, filial del de México y en el que ingresaron personalidades de las letras yucatecas como: Filiberto Burgos Jiménez, Alberto Bolio Ávila, Oswaldo Baqueiro Anduze, Ricardo López Méndez, José Salomón Osorio, Clemente López Trujillo, Luis Augusto Rosado Ojeda y Ernesto Albertos Tenorio.
Sus principales libros de versos son: Simpliciter, escrito en México en 1922; Las siete palabras, en Mérida en 1924; La vida en los ojos, en Madrid en 1925; Entre el mar y la montaña, en México en 1928; La casa solariega, en México en 1938; La última siembra, en México en 1943; Poemas de sol, selva, sombra y montaña, en México en 1948; Puertos de soledad, que dejó inédito y que fue escrito durante los años 1953 a 1960 y en 1970 escribe Obras poéticas, en la Ciudad de México y que abarca todas sus obras poéticas desde 1922 menos Las siete palabras y la última siembra que editó en Mérida.
Aunque su poesía tiene variados matices y diversas formas pues las motivaciones que los inspiraron a través de cincuenta años, han sido muy variadas, su principal característica es la sencillez, la transparencia de forma y fondo, la nobleza de sentimientos y filosófica profundidad de idea como puede verse en esta cuarteta:
Sus poesías figuran en diversas antologías de México, Perú, Uruguay y Argentina; algunas de ellas fueron recopiladas por el escritor holandés Albert Heldman, que hizo una Antología de Poetas Mexicano traducida al idioma neerlandés.
Como cantinelista unió su poesía al genio musical de Ricardo Palmerín al que le dio doce letras entre los años 1923 a 1926, de las cuales solo recordamos siete en nuestros días y son: Las Dos Rosas, Cuando ya no me quieras, Que entierren mi cuerpo, Que será lo que sueña, Mírame sin miedo, La Ofrenda y Milagro de Amor. 
Es autor de la Historia de la Literatura en Yucatán, que consta de 18 volúmenes ilustrados con numerosas fotografías; coautor de la Enciclopedia Yucatanense, de 8 Tomos y coautor con Filiberto Burgos Jiménez de Antología de Poetas de Yucatán. Escribió numerosos artículos periodísticos que a lo largo de muchos años fueron publicados por el Diario de Yucatán.
El Gobierno del estado de Yucatán presidido por Agustín Franco Aguilar lo premió con la Medalla Eligio Ancona en 1960. Fue miembro honorario de Ateneo Paysandú de Uruguay y del Ateneo Ibero-Americano de Buenos Aires.